# 最後一堂課 (歌曲)
《最後一堂課》是台灣歌手周興哲於2022年7月22日發行的歌曲。
本歌曲是電視劇《媽，別鬧了》片尾曲。

## 製作
《最後一堂課》由周興哲、吳易緯、陳慧翎作詞，周興哲作曲、王治平編曲。

## 外部連結
- 周興哲Eric Chou《最後一堂課 Graduation》Official Music Video - 影集「媽，別鬧了！」片尾曲

Category:2022年臺灣歌曲
Category:周興哲歌曲
1. ↑  . Yahoo News. 2022-07-25  [2025-07-28] （中文（臺灣））.